# Megabiston
Megabiston là một chi bướm đêm thuộc họ Geometridae.